# Comitato Olimpico Cipriota
Il Comitato Olimpico Cipriota (noto anche come Κυπριακή Ολυμπιακή Επιτροπή in greco) è un'organizzazione sportiva cipriota, nata nel 1974 a Nicosia, Cipro.
Rappresenta questa nazione presso il Comitato Olimpico Internazionale (CIO) dal 1979 ed ha lo scopo di curare l'organizzazione ed il potenziamento dello sport in Cipro e, in particolare, la preparazione degli atleti ciprioti, per consentire loro la partecipazione ai Giochi olimpici. Il comitato, inoltre, fa parte dei Comitati Olimpici Europei.
Al 2024 il presidente dell'organizzazione è Georgios A. Chrysostomou, mentre la carica di segretario generale è occupata da Andreas Georgiou.